# Не говори зі злом (фільм, 2022)
Не говори зі злом (дан. Gæsterne, букв. Гості) — це дансько-нідерландський психологічний горор-трилер 2022 року, знятий режисером Крістіаном Тафдрупом за сценарієм, який він написав разом зі своїм братом Мадсом. Продюсером виступив Якоб Ярек, а дистриб'ютором — «Nordisk Film». Зйомки проходили в Данії, Нідерландах та Італії, більша частина фільму знята англійською мовою, деякі сцени — данською та нідерландською. У центрі фільму — Бйорн (Мортен Буріан) і Луїза (Сідсел Сіем Кох), данська пара, яку запросили Патрік (Федя ван Гует) і Карін (Каріна Смалдерс), голландська пара, до свого заміського будинку на вихідні; господарі незабаром починають перевіряти кордони своїх гостей, оскільки напружена ситуація загострюється.
Прем'єра фільму «Не говори зі злом» відбулася 22 січня 2022 року в «Опівнічній» секції 38-го кінофестивалю «Санденс». Він вийшов у прокат у Данії 17 березня 2022 року і 21 липня — в Нідерландах. Фільм зібрав у світовому прокаті 631 249 доларів і отримав визнання критиків за режисуру та гру акторського складу, критики також високо оцінили м'який соціальний коментар фільму, тон і напругу.
Американський ремейк виробництва «Blumhouse Productions» вийшов 13 вересня 2024 року.

## Сюжет
Під час відпустки в Тоскані, Італія, Бйорн і Луїза, данська пара, і їхня дочка Агнес, зустрічають Патріка і Карін, голландську пару, і їхнього сина Абеля, з якими вони проводять приємний вечір за вечерею. Бйорн і Луїза отримують запрошення від голландської пари відвідати їхній віддалений сільський будинок у Нідерландах. Протягом перших двох днів Луїза почувається некомфортно через пасивно-агресивну поведінку господарів, наприклад, через зневажливе ставлення до Абеля, який, як вони пояснюють, народився без язика.
Її занепокоєння загострюється, коли їх запрошують на вечерю, не знаючи, що діти залишаться вдома в супроводі невідомої няні на ім'я Мухаджид. Під час вечері Патрік кидає виклик вегетаріанству Луїзи, замовивши кілька страв, що містять м'ясо, а потім, п'яний, цілується зі своєю дружиною на їхніх очах. Після того, як Патрік змусив Бйорна заплатити за вечерю, він, будучи п'яним, керує автомобілем і вмикає гучну музику, засмучуючи Луїзу. Він також заходить у ванну кімнату, коли вона приймає душ, а пізніше спостерігає, як пара займається сексом. Коли прохання Агнес спати поруч з батьками проігнороване, Патрік забирає її. Луїза знаходить Агнес сплячою біля оголеного Патріка, через що сім'я їде, але повертається лише після того, як Агнес розуміє, що її лялька-кролик Нінус зник. Повернувшись у будинок, їх переконують залишитися довше. Пізніше пара дізнається, що Патрік збрехав про те, що він лікар, щоб справити на них враження, і насправді він безробітний, оскільки не вірить у справжню роботу. Після обіду подружжя сперечаються про те, як Патрік знущався над Абелем після того, як Патрік кинув у нього кухоль.
Тієї ночі Бйорн знаходить хижу за будинком і знаходить всередині порожній багаж і камери. Стіни хижі вкриті фотографіями Патріка та Карін з іншими парами з маленькими дітьми під час відпустки. Фотографії свідчать про те, що голландська пара є серійними вбивцями, які обманюють сім'ї, щоб убити їх і викрасти їхніх дітей. Бйорн і його сім'я — наступні жертви. Потім Бйорн знаходить тіло Абеля втопленим у басейні. Вони тікають, але Бйорн не розповідає дружині про своє відкриття.
Після того, як їхня машина зламалася, Бйорн шукає допомоги, але повертається та знаходить свою родину в машині Патріка. Патрік стежив за сім'єю після того, як почув гудок їхньої машини, коли та виїжджала із дому, і дякує Бйорну «за дзвінок». Бйорн підігрує, намагаючись зберегти спокій, але ситуація все одно швидко загострюється. Патрік перемагає Бйорна; Мухаджид, няня Абеля, тримає Луїзу, а Карін ножицями відрізає язик Агнес. Мухаджид їде з Агнес, а її батьків вивозять на безлюдну дорогу. Перед тим, як данській парі наказали роздягнутися, Бйорн запитує їх, чому вони це роблять, на що Патрік відповідає: «Тому що ви мені дозволили». Потім Бйорна та Луїзу заганяють у рів, де їх забивають камінням до смерті. Німа Агнес тепер грає роль доньки Патріка та Карін, оскільки пара обирає наступну сім'ю для вбивства.

## Акторський склад
- Мортен Буріан[d] — Бйорн
- Сідсел Сіем Кох[d] — Луїза
- Федя ван Гует[nl] — Патрік
- Каріна Смалдерс[nl] у ролі Карін
- Ліва Форсберг в ролі Агнес
- Маріус Дамслев[d] — Абель
- Хічем Якубі[fr] — Мухаджид

## Виробництво
«Не говори зі злом» — третій повнометражний фільм Крістіана Тафдрупа, який переважно виступає як актор, і його перший жанровий фільм, у якому він намагається поєднати жанр драми з соціальним коментарем і елементами психологічного хоррору. Він написав сценарій разом зі своїм братом Мадсом Тафдрупом. Якоб Ярек виступив продюсером, витрати на виробництво оцінюються в 2,8 мільйона євро. У Данії та Нідерландах зйомки були тимчасово перервані через пандемію COVID-19. Здебільшого він був знятий англійською мовою, а подальші зйомки проходили в Нідерландах та Італії.
Проект був представлений на «Північному кіноринку» в рамках Гетеборзького кінофестивалю до того, як він був завершений у січні 2021 року, і його дуже вподобали дистриб'ютори. Згодом права на фільм були продані Австралії та Новій Зеландії, країнам Бенілюксу, Росії та країнам СНД і Угорщині.

## Реліз
Фільм отримав запрошення в «опівнічну секцію» 38-го кінофестивалю «Санденс», яка включала: «жахи та комедійні твори, які не підлягають жанровій класифікації», де його прем'єра відбулася 22 січня 2022 року. Фільм вийшов у прокат у Данії 17 березня 2022 року компанією Nordisk Film і в Нідерландах 21 липня компанією «September Film». Він був випущений у Сполучених Штатах у деяких кінотеатрах 9 вересня 2022 року та у вигляді відео на замовлення 15 вересня 2022 року компаніями Shudder і IFC Films.

## Сприйняття
На веб-сайті агрегатора рецензій Rotten Tomatoes 84 % із 90 відгуків критиків є позитивними із середньою оцінкою 7,5/10. Консенсус веб-сайту говорить: «Соціальна сатира з гострими як бритва зубами, Не говори зі злом пропонує похмуру смакоту для шанувальників людиноненависницьких трилерів». Metacritic, який використовує середньозважену оцінку, поставив фільму 78 балів 100, на основі 17 критиків, що вказує на «загалом схвальні» рецензії. Кінофестиваль «Санденс» рекламував фільм як «блискуче провокаційний і бурхливий сатиричний твір жахів, [який] звинувачує обидві сторони».
Рецензуючи фільм для IndieWire, Сюзанна Ґрудер високо оцінила акторську гру (особливо Мортена Буріана) і поставила йому оцінку «А» за шкалою від «А+» до «F», а також назвала його «найхитрішим фільмом жахів за останні роки [який пропонує] пронизливий коментар про те, як ми пристосовуємо інших аж до моменту самопідкорення». Вихваляючи режисуру Тафдрупа, критик The New York Times Жаннет Кацуліс назвала її «крижаною сатирою на звичаї середнього класу [яка] невблаганно ковзає від звивистої до зловісної і до повноцінної шокуючої [і] є абсолютно безстрашною у своїй місії збурювати».

### Нагороди й номінації
| Нагорода                                           | Дата церемонії         | Категорія                                   | Нагороджені       | Результат | Прим.         |
| -------------------------------------------------- | ---------------------- | ------------------------------------------- | ----------------- | --------- | ------------- |
| Кінофестиваль в Остенде                            | 4–12 березня 2022      | Краща копродукція                           | Не говори зі злом | Номінація | [ 18 ]        |
| Міжнародний кінофестиваль у Сіетлі                 | 14–24 квітня 2022      | Найкращий фільм                             | Не говори зі злом | Номінація | [ 19 ]        |
| Асоціація кінокритиків Чикаго                      | 13–19 травня 2022      | Narrative Feature                           | Не говори зі злом | Номінація | [ 20 ]        |
| Мюнхенський кінофестиваль                          | 22 червня–2 липня 2022 | Найкращий фільм режисера-початківця         | Крістіан Тафдруп  | Номінація | [ 21 ]        |
| Міжнародний фестиваль фантастичного кіно в Пучхоні | 7–17 липня 2022        | Вибір найкращого режисера                   | Крістіан Тафдруп  | Перемога  | [ 22 ]        |
| Міжнародний фестиваль фільмів-жахів в Лісабоні     | 6–12 вересня 2022      | Найкращий європейський повнометражний фільм | Не говори зі злом | Перемога  | [ 23 ] [ 24 ] |
| Кінофестиваль у Сіджасі                            | 6–16 жовтня 2022       | Найкращий кінофільм                         | Не говори зі злом | Номінація | [ 25 ]        |

## Ремейк
У квітні 2023 року було оголошено, що «Blumhouse Productions» розробляє однойменний ремейк, у якому зніметься Джеймс Мак-Евой, а Джеймс Воткінс виступить сценаристом і режисером. Фільм вийшов у прокат 13 вересня 2024 року, випущений компанією Universal Pictures.